# Oryzias celebensis
Oryzias celebensis là một loài cá thuộc họ Adrianichthyidae. Nó là loài đặc hữu của Indonesia.